# Akodon simulator
Akodon simulator är en däggdjursart som beskrevs av Thomas 1916. Akodon simulator ingår i släktet fältmöss, och familjen hamsterartade gnagare. IUCN kategoriserar arten globalt som livskraftig. Inga underarter finns listade i Catalogue of Life.
Denna fältmus förekommer vid Andernas östra sluttningar i södra Bolivia och norra Argentina. Arten vistas där mellan 650 och 2400 meter över havet. Habitatet utgörs av olika slags skogar (Yungas) och fuktiga gräsmarker.